# رهش گاز

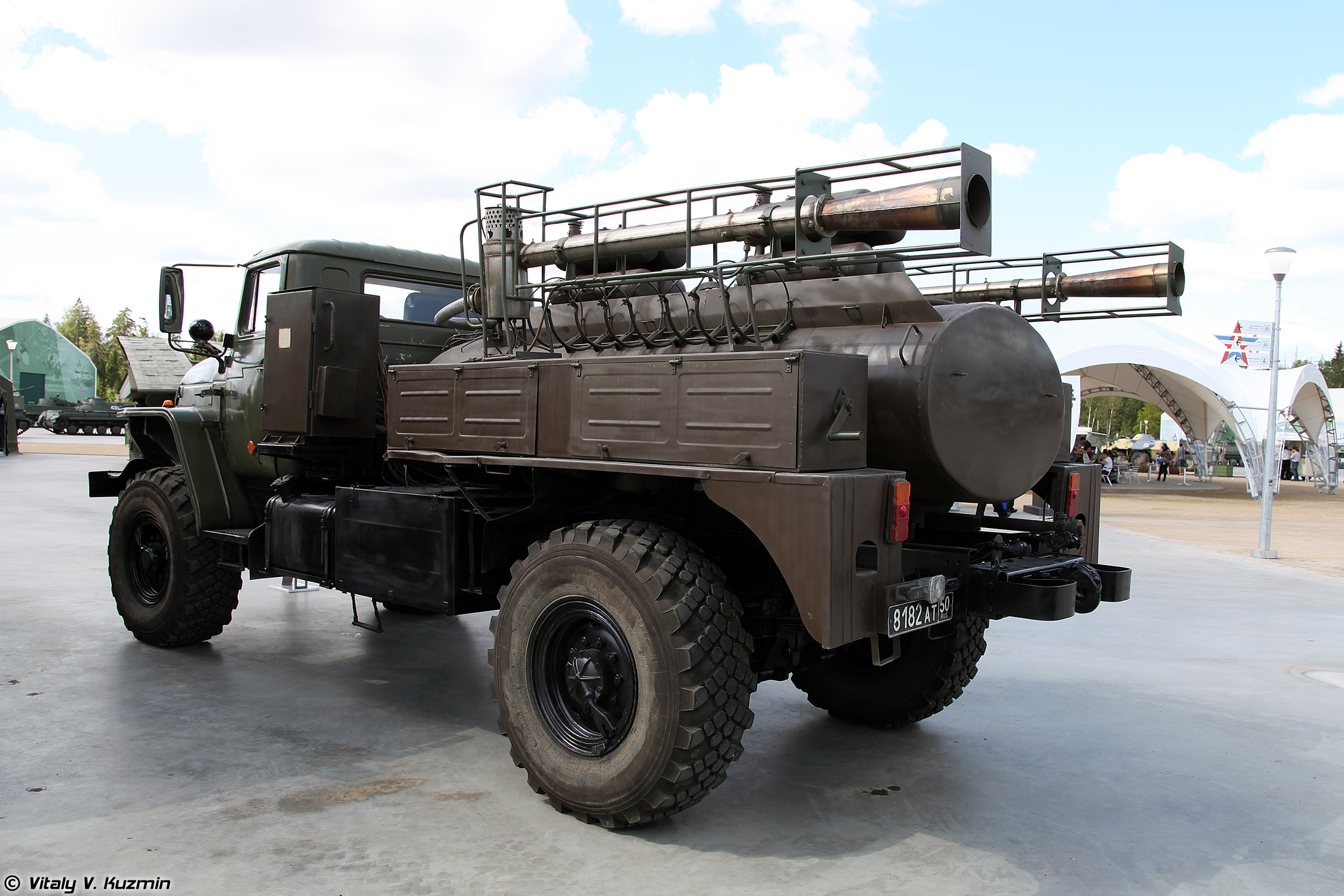
نمایی از یک‌خودروی گاززدایی ارتش روسیه، که برای ماموریت‌های ضدعفونی، استفاده می‌گردد‌.

رهش گاز (به انگلیسی: Outgassing) به پدیده آزاد و خارج شدن گاز حل شده، گیر افتاده، یخ زده یا جذب شده در درون بعضی مواد گفته می‌شود. رهش گاز می‌تواند شامل فرایندهای تصعید یا تبخیر، دفع، خروج از ترک‌ها و شیارها یا از درون توده ماده یا برخی فرایندهای شیمیایی آهسته باشد. رهش گاز با پدیده جوشش مایعات تفاوت دارد، چرا که در هنگام جوشیدن تغییر فاز از مایع به بخار اتفاق می‌افتد ولی در رهش گاز تغییر فاز وجود ندارد.

## رهش گاز در خلاء
رهش گاز در هنگام ساخت خلاء فوق-بالا یکی از مشکلات اساسی و دشواری‌ها است. ناسا و آژانس فضایی اروپا لیستی از مواد با خاصیت رهش گاز بسیار کم را منتشر کرده‌اند تا در سفینه‌های فضایی مورد استفاده قرار بگیرد. محصولات ناشی از رهش گاز می‌تواند داخل تجهیزاتی مانند عدسی‌ها و تجهیزات نوری، رادیاتورهای گرمایی و صفحه‌های خورشیدی، کندانس یا معیان گردد و در عملکرد بهینه آنها اختلال ایجاد کند.

## رهش گاز در ساخت و ساز
رهش گاز از سطوح بالایی بتن در حال سفت شدن و خروج هوا از آن می‌تواند باعث شکل گرفتن حفره‌هایی به نام «سوراخ حشره» شود که باعث کاهش استحکام بتن می‌شود.